# 아제르바이잔 철도박물관
아제르바이잔 철도박물관(아제르바이잔어: Azərbaycan Dəmiryol Muzeyi)은 아제르바이잔 바쿠에 있는 철도박물관이다. 2019년 개관했다.